# دالر تری
دالر تری (انگلیسی: Dollar Tree) شرکت خرده‌فروشی آمریکایی است، که در سال ۱۹۵۳ تأسیس شد. این شرکت هم‌اکنون مالک شبکه‌ای از ۱۵ هزار و ۲۰۰ شعبه فروش در آمریکای شمالی می‌باشد.